# Maxera subocellata
Maxera subocellata is een vlinder uit de familie spinneruilen (Erebidae). De wetenschappelijke naam is voor het eerst geldig gepubliceerd in 1865 door Walker.
De soort komt voor in tropisch Afrika.